# Нерелл, Ида-Терес
Ида-Терес Карлссон-Нерелл (швед. Ida-Theres Karlsson-Nerell; 18 апреля 1983, Буден, Швеция) — шведская спортсменка, борец вольного стиля, призёр чемпионатов мира, пятикратная чемпионка Европы, участница двух Олимпийских игр.

## Карьера
Борьбой начала заниматься с 1994 года. Была бронзовым призером Первенства мира 1998 среди кадетов, а в 1999 году победила. Является бронзовым призёром Первенства Европы 1999 года среди юниоров, двукратная победитель этих соревнований в 2000 и 2002 годах. 22 сентября 2007 года она дошла до финала чемпионата мира в Баку, где уступила японке Саори Ёсиде, став серебряным призёром. 23 августа 2004 года на Олимпийских играх в Афинах в схватке за бронзовую медаль проиграла француженке Анне Гомис, заняв 4 место. 16 августа 2008 года на Олимпийских играх в Пекине в схватке за бронзовую медаль она проиграла Тоне Вербик из Канады, заняв итоговое 5 место. 15 сентября 2011 года в Стамбуле в полуфинале чемпионата мира проиграла Саори Ёсиде, а в схватке за 3 место победила на туше Хелен Марулис из США, став бронзовым призёром. Став бронзовым призёром чемпионата мира она завоевала квоту для Швеции на Олимпиаду в Лондон, куда отправилась София Маттссон. 27 ноября 2014 года она объявила о завершении своей спортивной карьеры.